# Al-Takfir wa l-Hijra
al-Takfir wa l-Hijra (in arabo  التكفير والهجرة‎?, al-Takfīr wa l-Hijra, ossia Accusa di empietà ed Emigrazione) è  un movimento terroristico d'ispirazione islamica formatosi in Egitto negli anni settanta, fuoriuscito dalla Fratellanza Musulmana. Da alcuni anni al-Takfir wa l-Hijra ha ormai membri o sostenitori in numerosi altri Paesi, alleata di fatto con al-Qāʿida per il fatto di proporsi i medesimi obiettivi strategici del gruppo creato da Osama bin Laden. In Spagna il gruppo è noto anche col nome di Martiri per il Marocco.
I membri del gruppo sono fondamentalisti militanti che, tuttavia, non adottano i tratti esteriori cui indulge sovente questo tipo di musulmani oltranzisti. Essi adottano un atteggiamento defilato e anonimo, radendosi ad esempio la barba (i simpatizzanti fondamentalisti - non necessariamente militanti o terroristi - se la lasciano crescere intera, pur rifilandola però accuratamente col rasoio sul collo e sulle gote) e indossano abiti occidentali, spesso con camicia e cravatta per mescolarsi alla folla senza dare nell'occhio e farsi identificare come musulmani devoti e ideologicamente orientati verso gli ideali fondamentalistici. Essi possono anche consumare alcolici (giustificando questo peccato con l'argomento della taqiyya e mangiare persino carne di maiale (interdetto alimentare assai più osservato rispetto al precedente) per non insospettire chi da essi è considerato nemico, per il semplice fatto di appartenere alla cultura occidentale, da essi considerata artefice di devastazione umana, economica e culturale nei confronti del sistema islamico e di dolosa complicità verso i tiranni e i dittatori che governano gran parte del mondo islamico. Essi di fatto credono che il fine giustifichi i mezzi e che, l'uccisione di un musulmano possa essere giustificata con l'argomento che egli è diventato di fatto un apostata per il fatto di non ribellarsi all'ingiustizia, appoggiando la loro causa e che, quindi, quell'omicidio sia un loro preciso dovere morale e religioso.
Poco ufficialmente si conosce della loro attuale organizzazione o gerarchia. Vari gruppi che adottano la loro medesima ideologia usano le più svariate, e spesso retoriche, denominazioni.

## Il significato dial-Takfir wa l-Hijra
La parola araba Takfir significa "pronuncia, o accusa, di gravissima empietà", tale da far derivare in età classica, legittima morte per il colpevole, essendo il kāfir assimilabile in tutto all'ateo e al miscredente totale (vale a dire gli animisti e i pagani), al contrario dell'Ahl al-Kitāb, considerati infedeli per non aver riconosciuto la verità del messaggio rivelato dal Profeta dell'Islam. Pertanto, chi riceveva da un'autorità religiosa riconosciuta la condanna per kufra, era considerato uscito dalla comunità dei credenti musulmani e, come tale, trattato.

Hijra invece è il termine usato per l'Egira da Maometto a da un gruppo ristretto di suoi Compagni, chiamati per questo loro allontanamento (indirettamente forzato), "Emigranti", ossia muhājirūn.

Il significato completo dei due termini (adottato per la prima volta da alcune branche kharigite era che i "veri credenti" (che nella realtà contemporanea sarebbero ovviamente i fondamentalisti militanti) debbono scegliere una delle due soluzioni: o riuscire ad allontanare dalla società, che essi vorrebbero creare secondo i loro personalissimi canoni di perfezione religiosa), chi con tale ideologia sia in contrasto, ovvero allontanarsi dalla società islamica reale (che essi spesso definiscono "giahilita", ossia "ignorante [del messaggio salvifico coranico]". Ciò fu ad esempio fatto dai fondamentalisti del Cairo che,m non riuscendo ad imporre la loro peculiare giustizia islamica in Terra, a causa dell'inflessibile e durissima ostilità del regime egiziano (da Anwar al-Sadat a Hosni Mubarak) lasciarono la capitale egiziana per trovare rifugio nella città di Asyūṭ, loro luogo di Egira, così come Medina lo era stato per Maometto e i suoi seguaci, indotti nel 622 ad abbandonare Mecca.

## Storia
Il gruppo avviò la sua attività negli anni sessanta, fuoriuscendo dalla Fratellanza Musulmana egiziana, ma balzò sulle pagine solo nel 1977, quando si capì con grave ritardo che al-Takfir wa l-Hijra non era una semplice e innocua organizzazione millenaristica.
Nel 1977 un ingegnere agrario, Shukri Mustafa, divenne il leader del gruppo, dopo aver lavorato a ristrutturare l'organizzazione dopo il suo rilascio dal carcere nel 1971. Egli enfatizzava la necessità di una rottura completa da ogni società islamica da lui giudicata però preda della kufra. I membri dovevano perciò vivere all'interno di una comunità alternativa e il più possibile separata (concetto della hijra, ossia Egira), e questo si realizzò nelle aree minerarie dell'Alto Egitto. I musulmani - che si sentivano sempre più alienati dalla convulsa modernità che si affermava in Egitto in maniera crescente, o che si sentivano marginalizzati dai processi produttivi in una società strutturalmente militarizzata, convintamente capitalistica ma stabilmente autoritaria, e dall'invasiva globalizzazione cui non poteva sfuggire il moderno Egitto, si unirono in modo abbastanza consistente al gruppo fondamentalista per un intenso bisogno di vita comunitaria, ormai smarrita nelle popolose metropoli egiziane.
Un numero sorprendente di donne infoltì i ranghi del gruppo, a ciò spinte dall'elevata scolarizzazione egiziana che non offriva però loro adeguati sbocchi lavorativi.
Nell'estate del 1977 il gruppo decise di passare alla lotta aperta, con il clamoroso rapimento dello sceicco Muhammad Husayn al-Dhahabi, ministro egiziano dei beni Waqf, cui seguì il suo omicidio. Dopo l'arresto e l'esecuzione capitale di Muṣṭafā nel 1978 la repressione delle autorità egiziane si espresse con la massima forza sull'organizzazione fondamentalista, accusata di essere la responsabile dell'assassinio del presidente Anwar al-Sadat, malgrado questo fosse stato organizzato e realizzato da una cellula militare che rispondeva al nome di Jihād.

## Ideologia
L'ideologia dell'organizzazione appare a prima vista come un gruppo neo-kharigita, del quale però il salafismo appare essere il legante. La parte più qualificata del Salafismo respinge l'al-Takfir wa l-Hijra come un'organizzazione estremistica, denunciandola come una versione attualizzata del Kharigismo.
Al-Takfir wa l-Hijra invoca la battaglia contro ebrei, cristiani e cosiddetti apostati (tutti coloro cioè che non si rifanno puntualmente ai doveri del musulmano, al fine di restaurare l'unità del mondo islamico (che si vorrebbe sia stata realizzata nel primissimo periodo dei primi due Califfi "ortodossi"). La Umma deve essere guidata da un Califfo, che governi in base alla Sharīʿa. Ai guerrieri del gruppo è permesso praticare l'istituto antico (di elaborazione sciita della taqiyya. Ciò significa che essi possono nascondere la loro vera fede per proteggerla dalle pressioni e dalle aggressioni esterne. Ciò consente loro di mescolarsi nella società occidentale e persino di violare apparentemente tutte le norme che rendono appariscente la condizione del musulmano, al fine di poter più agevolmente distruggere al momento opportuno la civiltà dell'Occidente ebraico-cristiano e, ancor più, quello laico (agnostico o ateo). Secondo la loro ideologia, i guerrieri della vera fede diventeranno martiri e guadagneranno perciò dopo la loro morte le delizie riservate da Dio in Paradiso ai suoi fedeli.
L'ideologia di al-Takfir wa l-Hijra divenne a tal punto estremistica che nel 1996 il gruppo decise di ordire un complotto per assassinare Osama bin Laden, additato come un esponente insufficientemente radicale. Molti studiosi considerano altresì il movimento dei Taliban in Afghanistan come miscredente.

## Attività
- Al-Takfir wa l-Hijra è connesso con gli attacchi "mordi-e-fuggi" perpetrati in Algeria.
- In Sudan, l'8 dicembre 2000, un membro del gruppo aprì il fuoco nella pacifica moschea di Jarafa (presso Omdurman, uccidendo 20 persone.[2]  In Sudan, nel 2003, membri del gruppo apertamente divulgarono una lista scritta di nomi di politici di rilievo locale e di giornalisti da mettere a morte.
- Nell'autunno del 2004, in Spagna, fu scoperta una rete terrorista che si crede sia collegata con al-Takfir wa l-Hijra. Essa aveva pianificato un attacco terroristico alla Corte di Giustizia.  È stato anche rivelato che gli attentati dell'11 marzo 2004 a Madrid erano collegati con al-Takfir wa l-Hijra.

## Componenti e sostenitori supposti tali
| Shukri Mustafa                | il fondatore del gruppo |
| Abu Muhammad 'Asem al-Maqdisi | l'ideologo del gruppo |
| Mohammed Atta                 | responsabile dell'attentato a New York dell'11 settembre 2001 |
| Ayman al-Zawahiri             | secondo in comando di al-Qa'ida. Si dice anche però che questo non risponda a verità. "E questi rinnegati kharigiti sono d'accordo con il gruppo al-Takfīr wa l-Hijra che giudica i musulmani – in tutto o in parte – infedeli. Costoro sono andati fuori strada”. - https://web.archive.org/web/20090326081547/http://www.lauramansfield.com/OpenMeetingZawahiri_Part%201.pdf - page 7, 2/3rds down |
| Karim Kubriti                 | Detroit Five |
| Ahmed Hannan                  | Detroit Five |
| Yusuf Hamimsa                 | Detroit Five |
| Abd Allah Lnu                 | Detroit Five |
| Faruq Ali Haymud              | Detroit Five |
| Kamil al-Samir                | leader in Algeria |
| Muhammad Buyayri              | l'assassino olandese del regista Theo van Gogh, fu influenzato dall'ideologia di al-Takfīr wa l-Hijra |
| La Rete Hofstad               | la cellula fondamentalista di cui Muhammad Buyayri era un sostenitore, era influenzata dall'ideologia di al-Takfīr wa l-Hijra |
| Kassem Daher                  | libano-canadese, proprietario di un teatro, arrestato nella Valle della Beqa' |

## Opposizione internazionale
Al-Takfir wa l-Hijra è stata qualificata come organizzazione terroristica dall'Unione europea.